# La Paloma Ranchettes
La Paloma Ranchettes es un lugar designado por el censo ubicado en el condado de Starr en el estado estadounidense de Texas. En el Censo de 2010 tenía una población de 239 habitantes y una densidad poblacional de 196,34 personas por km².

## Geografía
La Paloma Ranchettes se encuentra ubicado en las coordenadas 26°18′53″N 98°37′23″O / 26.31472, -98.62306. Según la Oficina del Censo de los Estados Unidos, La Paloma Ranchettes tiene una superficie total de 1.22 km², de la cual 1.22 km² corresponden a tierra firme y (0%) 0 km² es agua.

## Demografía
Según el censo de 2010, había 239 personas residiendo en La Paloma Ranchettes. La densidad de población era de 196,34 hab./km². De los 239 habitantes, La Paloma Ranchettes estaba compuesto por el 100% blancos, el 0% eran afroamericanos, el 0% eran amerindios, el 0% eran asiáticos, el 0% eran isleños del Pacífico, el 0% eran de otras razas y el 0% pertenecían a dos o más razas. Del total de la población el 100% eran hispanos o latinos de cualquier raza.